# Picholco
Picholco är en ort i Mexiko.   Den ligger i kommunen Coxcatlán och delstaten San Luis Potosí, i den centrala delen av landet, 230 km norr om huvudstaden Mexico City. Picholco ligger 151 meter över havet och antalet invånare är 152.
Terrängen runt Picholco är kuperad åt nordväst, men åt sydost är den platt. Runt Picholco är det ganska tätbefolkat, med 100 invånare per kvadratkilometer. Närmaste större samhälle är Tampacan, 19,8 km sydost om Picholco. I omgivningarna runt Picholco växer huvudsakligen savannskog.